# Beecher, Wisconsin
Beecher là một thị trấn thuộc quận Marinette, tiểu bang Wisconsin, Hoa Kỳ. Năm 2010, dân số của thị trấn này là 710 người.